# ماکوتو کیتانو
ماکوتو کیتانو (انگلیسی: Makoto Kitano؛ زادهٔ ۱۷ ژوئیهٔ ۱۹۶۷) بازیکن فوتبال اهل ژاپن است.
از باشگاه‌هایی که در آن بازی کرده‌است می‌توان به باشگاه فوتبال کاشیوا ریسول اشاره کرد.